# Березовский TRIP
«Березовский TRIP» — документальная драма. Производство творческого объединения ДЕКАбрь, 2006.
Фильм-обладатель многих российских призов и премий:
- спец.приз фестиваля «Кинотеатр.doc 2007»
- официальная премия жюри XXVIII фестиваля «Россия», 2007
- премия Российской гильдии кинокритиков, 2007
- номинация на лучший документальный дебют года премии «Лавр 2007».

и другие номинации.

## Сюжет
Михаил Березовский, молодой глава семейства уверенно смотрит в будущее. Он живёт в маленьком заштатном городишке Свердловской области, где собирается открыть магазин и берёт под это кредиты. Его жена не чает в нём души. Его друзья называют его героем нашего времени. Съёмочная группа приезжает в семью спустя год… И видит картину, изменившуюся до обратного. История приобретает иной оборот.

## Съёмочная группа
- Режиссёр: Дмитрий Пищулин, Дмитрий Охотников
- Оператор: Иван Соловьев, Дмитрий Пищулин, Алексей Беляков, Дмитрий Охотников
- Монтаж: Дмитрий Охотников
- Анимация: Полина Грекова
- продюсер: Дмитрий Пищулин

## Интересные факты
- в фильме заснята сцена настоящей автомобильной аварии глазами её участников. в тот момент оператор не выключил камеру и она висела у него на шее на ремне.
- в фильме использовано свыше 20 разнообразных музыкальных российских и зарубежных композиций.

## Критика
- некоторыми зрителями подвергается сомнениями документальность фильма.
- ряд кинокритиков негативно отзываются о фильме из-за обилия монтажных склеек и присутствия анимации в документальном фильме. так же вызывает нарицания версия фильма, где не вырезана (не запикана) нецензурная лексика